# Vágsellyei járás

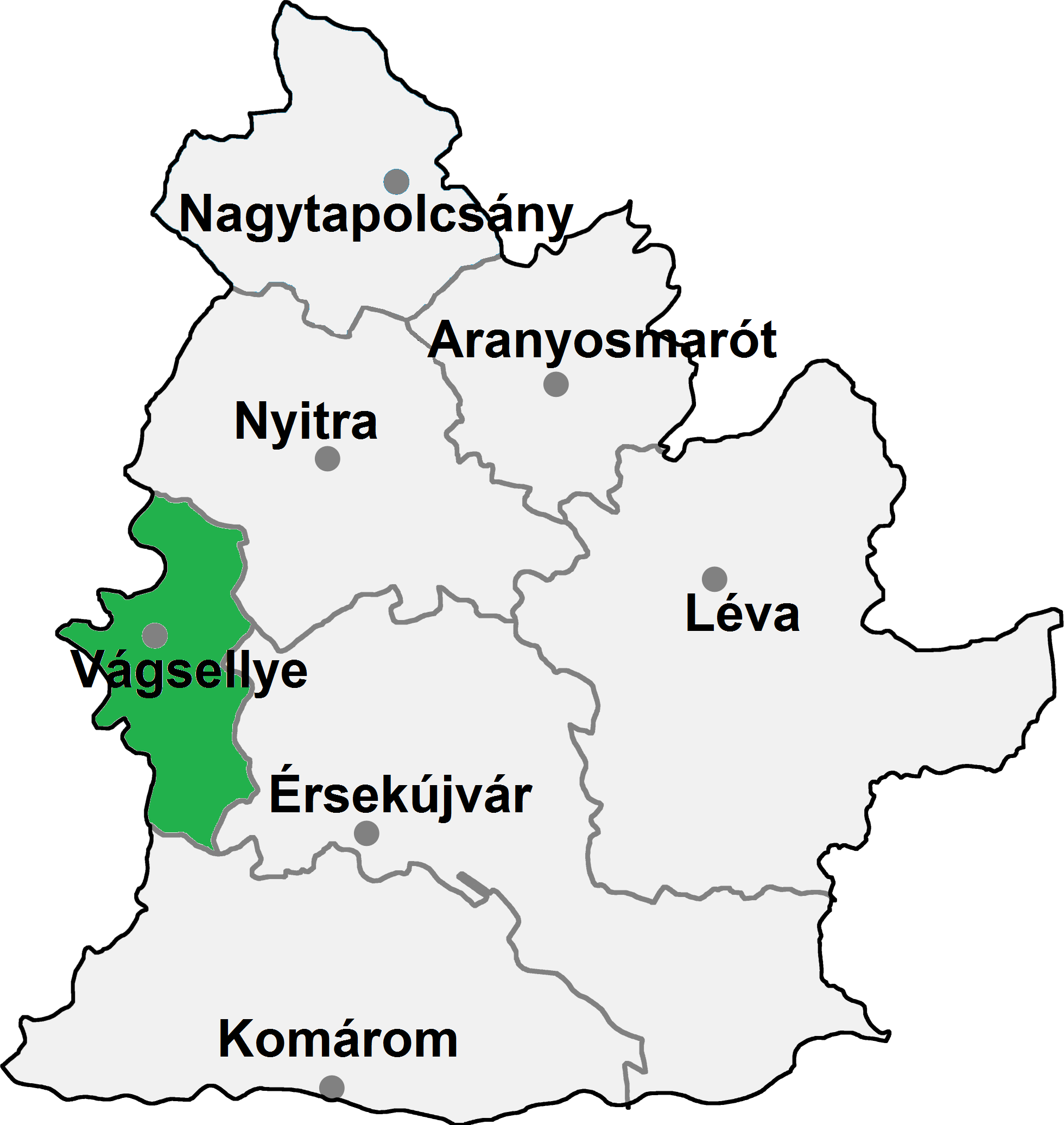
A Vágsellyei járás

A Vágsellyei járás (Okres Šaľa) Szlovákia Nyitrai kerületének 1996-ban ismét létrejött közigazgatási egysége. 
Területe 356 km², lakosainak száma 53 286 (2011), székhelye Vágsellye (Šaľa). Lakosságának 31,4 százaléka, azaz 16 717 személy magyar nemzetiségű. 2021-ben 51477 lakosából 33043 szlovák, 14385 magyar, 202 cigány, 15 ruszin, 499 egyéb és 3333 ismeretlen nemzetiségű.
A járás legnagyobb része az egykori Nyitra vármegye területén fekszik, nyugaton egy kis rész Pozsony vármegye része volt.

## Népessége
| Év:            | 1994.  | 2004.   | 2014.   | 2024.   |
| -------------- | ------ | ------- | ------- | ------- |
| Emberek száma: | 54 540 | 54 110  | 52 780  | 49 971  |
| Eltérés:       |        | -0,78 % | -2,45 % | -5,32 % |

| Év:            | 2023.  | 2024.   |
| -------------- | ------ | ------- |
| Emberek száma: | 50 384 | 49 971  |
| Eltérés:       |        | -0,81 % |

### A nemzetiségek számarányának alakulása
| Vágsellyei járás lakosságának nemzetiségi megoszlása | Vágsellyei járás lakosságának nemzetiségi megoszlása | Vágsellyei járás lakosságának nemzetiségi megoszlása |
| ---------------------------------------------------- | ---------------------------------------------------- | ---------------------------------------------------- |
| magyar                                               |                                                      | 19 283 fő (36%)                                      |
| *2001. évi népszámlálási adatok                      |                                                      |                                                      |

| Vágsellyei járás lakosságának nemzetiségi megoszlása | Vágsellyei járás lakosságának nemzetiségi megoszlása | Vágsellyei járás lakosságának nemzetiségi megoszlása |
| ---------------------------------------------------- | ---------------------------------------------------- | ---------------------------------------------------- |
| szlovák                                              |                                                      | 32 344 fő (61%)                                      |
| magyar                                               |                                                      | 16 717 fő (31%)                                      |
| *2011. évi népszámlálási adatok                      |                                                      |                                                      |

## Élővilága
- Mocsonok, park
- Negyed, Eperjes-tó
- Pered, Fekete-ér, Sebes-ér
- Sókszelőce, Bábi-tó
- Tornóc, holtág
- Vágfarkasd, holtág

## A Vágsellyei járás települései
| Településnév (magyarul) | Településnév (szlovákul) | Terület (km²) | Népesség (1991, fő) | Népesség (2001, fő) | Népesség (2011, fő) | Magyarság száma (2011, fő, százalék) | Népesség (2021, fő) | Magyarság száma (2021, fő) |
| ----------------------- | ------------------------ | ------------- | ------------------- | ------------------- | ------------------- | ------------------------------------ | ------------------- | -------------------------- |
| Deáki                   | Diakovce                 | 26,28         | 2170                | 2187                | 2204                | 1447 (65,65%)                        | 2381                | 1232                       |
| Királyi                 | Horná Kráľová            | 19,12         | 1933                | 1916                | 1881                | 242 (12,86%)                         | 1866                | 188                        |
| Köpösd                  | Hájske                   | 14,06         | 1425                | 1333                | 1314                | 7 (0,5%)                             | 1346                | 11                         |
| Mocsonok                | Močenok                  | 46,39         | 4179                | 4338                | 4283                | 48 (1,1%)                            | 4356                | 54                         |
| Negyed                  | Neded                    | 36,01         | 3217                | 3177                | 3301                | 1820 (55,13%)                        | 3215                | 1655                       |
| Pered                   | Tešedíkovo               | 22,78         | 3816                | 3700                | 3716                | 2910 (78,31%)                        | 3719                | 2618                       |
| Szelőce                 | Selice                   | 38,36         | 2755                | 2832                | 2859                | 1416 (49,52%)                        | 2872                | 1008                       |
| Tornóc                  | Trnovec nad Váhom        | 32,54         | 2453                | 2541                | 2652                | 469 (17,68%)                         | 2784                | 334                        |
| Vágfarkasd              | Vlčany                   | 39,76         | 3439                | 3394                | 3328                | 2284 (68,63%)                        | 3220                | 2001                       |
| Vághosszúfalu           | Dlhá nad Váhom           | 9,07          | 844                 | 895                 | 865                 | 513 (59,3%)                          | 913                 | 466                        |
| Vágkirályfa             | Kráľová nad Váhom        | 9,51          | 1552                | 1531                | 1691                | 1149 (67,94%)                        | 1828                | 980                        |
| Vágsellye               | Šaľa                     | 44,96         | 24776               | 24564               | 23554               | 3333 (14,15%)                        | 21183               | 2772                       |
| Zsigárd                 | Žihárec                  | 17,04         | 1600                | 1592                | 1638                | 1079 (65,87%)                        | 1794                | 1066                       |
| Összesen                | -                        | 355,9         | 54159               | 54000               | 53286               | 16717 (31,37%)                       | 51477               | 14385                      |

## Oktatás
A 2024/25-ös év alapiskolai statisztikája. 
|                    | Tanév 2024/25 Alapiskola |          |        |
| Település          | Össz                     | Magyarul | %      |
| Vágsellyei járás   | 4285                     | 878      | 20,5%  |
| Vágsellye környéke | 3688                     | 878      | 23,8%  |
| Vágsellye          | 2211                     | 175      | 7,9%   |
| Deáki              | 79                       | 79       | 100,0% |
| Negyed             | 155                      | 129      | 83,2%  |
| Pered              | 282                      | 121      | 42,9%  |
| Sókszelőce         | 212                      | 100      | 47,2%  |
| Tornóc             | 186                      | 0        | 0,0%   |
| Vágfarkasd         | 399                      | 153      | 38,3%  |
| Vágkirályfa        | 46                       | 13       | 28,3%  |
| Zsigárd            | 118                      | 108      | 91,5%  |

## Külső hivatkozások
- Vágsellyei járás obce.sk
- Vágsellyei járás Nyitrai kerület honlapján Archiválva 2008. május 1-i dátummal a Wayback Machine-ben